# Gianluca Mancini
Gianluca Mancini (Pontedera, 17 aprile 1996) è un calciatore italiano, difensore della Roma e della nazionale italiana.

## Biografia
È nato a Pontedera ed è cresciuto a Montopoli. La sua famiglia è proprietaria di un'azienda di ortofrutta.
Sposato con Elisa, la coppia ha avuto tre figlie.

## Caratteristiche tecniche
Ha iniziato la carriera calcistica come centrocampista, prima di essere spostato nel corso degli anni nel ruolo di difensore centrale. Giocatore aggressivo, fisico e potente, è dotato di discreta tecnica individuale ed è molto abile nel gioco aereo, sia in fase offensiva che in quella difensiva; bravo negli anticipi, è anche capace nell'impostazione della manovra. Dispone anche di una discreta velocità e agilità, nonostante trovi difficoltà a percorrere distanze medio-lunghe. Mancini ha dichiarato di ispirarsi a Marco Materazzi. Proprio in onore dell'ex difensore azzurro ha scelto di indossare la maglia numero 23. La sua foga agonistica l’ha spesso portato a ricevere sanzioni disciplinari.

## Carriera

### Club

#### Settore giovanile della Fiorentina
Mancini cresce nel settore giovanile della Fiorentina, con cui vince lo scudetto Giovanissimi Nazionali nel 2011. Nell'estate del 2014 svolge il ritiro precampionato in prima squadra agli ordini di Vincenzo Montella, che lo schiera anche in campo in alcune amichevoli. Non scenderà mai in campo in partite ufficiali con la maglia viola, raccogliendo però 4 convocazioni in Europa League.

#### Perugia
Il 10 luglio 2015 viene ceduto a titolo temporaneo al Perugia in Serie B. Compie il suo esordio professionistico l'11 settembre 2015, a 19 anni, nel corso della partita persa per 2-1 contro il Pescara alla 2ª giornata, venendo sostituito all'intervallo da Vittorio Parigini. Ottiene 12 presenze (di cui 11 nel girone di ritorno) e al termine della stagione viene acquistato a titolo definitivo, firmando un quadriennale con il club umbro.
A metà della stagione successiva, il 12 gennaio 2017, passa all'Atalanta, rimanendo in prestito a Perugia fino al termine della stagione. Ottiene 13 presenze in campionato con l'allenatore Cristian Bucchi (molte di queste nel girone di ritorno), che lo schiera titolare nelle due semifinali dei play-off in cui il Perugia viene eliminato dal Benevento. Le sue presenze sono comunque state limitate da alcuni infortuni.

#### Atalanta
Nell'estate del 2017 si trasferisce a Bergamo, dove, il 24 settembre 2017, a 21 anni, fa il suo esordio in Serie A in occasione della partita pareggiata 1-1 sul campo della Fiorentina. Il 4 febbraio 2018 realizza il suo primo gol nella massima serie, decidendo la partita vinta per 1-0 contro il Chievo. Ottiene 11 presenze ed un gol in campionato nella sua prima stagione in Serie A.
Il 26 luglio 2018 segna il gol del momentaneo 2-0 nella partita casalinga del secondo turno preliminare di Europa League contro i bosniaci del Sarajevo, poi pareggiata per 2-2: si tratta del suo primo gol in carriera nelle coppe europee, nelle quali, peraltro, aveva esordito nella medesima occasione. Si dimostra un difensore con propensione al gol realizzando 5 reti nel campionato, di cui tre consecutive nei successi contro Parma, Bologna ed Inter. Chiude conquistando lo storico terzo posto con gli orobici con annessa qualificazione alla Champions League, e raggiunge la finale di Coppa Italia, persa contro la Lazio, in cui però non scende in campo. Con le sue 5 reti è stato il secondo difensore ad avere segnato di più in Serie A dietro al romanista Aleksandar Kolarov.

#### Roma
Il 17 luglio 2019, a 23 anni, viene ufficializzato il suo trasferimento alla Roma in prestito oneroso (2 milioni di euro) con obbligo di riscatto fissato a 13 milioni di euro più bonus fino ad un massimo di 8 milioni. Debutta con la Roma il 25 agosto 2019, alla prima gara di campionato, contro il Genoa, subentrando al compagno di reparto Juan Jesus. Il 1º settembre seguente, disputa la sua prima gara da titolare con i capitolini, nel derby contro la Lazio. Il 22 settembre 2019, in occasione della partita vinta 1-2 in casa del Bologna, riceve la sua prima espulsione nell'esperienza giallorossa. Il 3 ottobre 2019 ha esordito coi capitolini in Europa League contro il Wolfsberger. Nella sfida successiva della competizione contro il Borussia Mönchengladbach viene schierato (per via degli infortuni nel reparto) nel ruolo di centrocampista dal tecnico Fonseca, con buoni risultati; viene riproposto nella medesima posizione anche nella gara successiva di campionato vinta per 2-1 col Milan. In novembre torna a giocare al centro della difesa con Chris Smalling e, il 24 del mese stesso, mette a segno la sua prima rete in maglia giallorossa nella gara di Serie A vinta 3-0 contro il Brescia. Il 28 febbraio 2020 viene riscattato dalla società. Termina la sua prima stagione nella capitale con 32 presenze in campionato e 7 in Europa League, venendo espulso nella sfida secca degli ottavi di finale nella quale la Roma viene eliminata dal Siviglia.
L'anno successivo viene confermato come titolare della retroguardia giallorossa, trovando in più occasioni la via del gol. Tra le sue reti vanno segnalate quelle contro l'Inter il 10 gennaio 2021 (2-2) e la sua prima rete europea con i giallorossi agli ottavi di Europa League contro lo Šachtar l'11 marzo seguente (3-0). L'11 aprile raggiunge quota 100 presenze in massima serie in occasione della gara Roma-Bologna (1-0), partita in cui indossa per la prima volta la fascia di capitano dei giallorossi.
All'inizio della sua terza stagione a Roma, con l'arrivo del nuovo allenatore José Mourinho, Mancini diventa il vice-capitano della squadra, dietro Lorenzo Pellegrini. Il 19 agosto 2021 fa il suo debutto in Europa Conference League, in occasione del successo esterno sul Trabzonspor al turno di play-off preliminare (1-2), e il 16 settembre realizza il primo gol in tale competizione, nella gara interna vinta (5-1) sul CSKA Sofia. Il 25 maggio 2022, il difensore vince con la Roma la Conference League, in seguito alla vittoria per 1-0 in finale contro il Feyenoord a Tirana, nella quale ha realizzato l'assist vincente per Nicolò Zaniolo.
All'inizio della stagione 2022-2023 Mancini ha rinnovato il suo contratto con la società giallorossa fino al 2027. Il 5 marzo 2023 segna il gol della vittoria per 1-0 in campionato contro la Juventus. Il 31 maggio disputa la finale di Europa League contro il Siviglia; lui e Ibañez sono i romanisti che sbagliano il proprio tiro nella serie dei rigori che incorona la squadra spagnola.
Confermato come titolare della retroguardia giallorossa l'anno successivo, il 6 aprile 2024 segna il goal della vittoria per 1-0 in campionato nel derby contro la Lazio. Nelle due settimane successive, realizza due delle tre reti della Roma tra partite di andata e ritorno dei quarti di finale di Europa League contro il Milan, contribuendo così alla qualificazione per le semifinali.

### Nazionale

#### Nazionali giovanili
Il 1º settembre 2017 esordisce con la nazionale Under-21 guidata da Luigi Di Biagio, nell'amichevole persa per 3-0 contro la Spagna.
Prende parte all'Europeo Under-21 2019, competizione in cui disputa da titolare le tre partite giocate dagli Azzurrini, che vengono eliminati nella fase a gironi.

#### Nazionale maggiore
Il 16 novembre 2018 riceve la sua prima convocazione in nazionale, da parte del CT Roberto Mancini, per le gare contro Portogallo e Stati Uniti. Esordisce con la maglia della nazionale il 26 marzo 2019, a 22 anni, disputando da titolare la gara vinta per 6-0 contro il Liechtenstein, valida per le qualificazioni a Euro 2020.
Nel 2021 viene inserito nella lista dei pre-convocati per l’Europeo, ma infine viene escluso dalla lista definitiva, perdendo il ballottaggio con Rafael Tolói tra i difensori. Il 24 marzo 2022 gioca come titolare nella partita di semifinale degli spareggi per la qualificazione al campionato del mondo 2022, persa 1-0 contro la Macedonia del Nord a Palermo, che sancisce l'eliminazione dell'Italia.
Nel giugno 2024 viene convocato dal CT Luciano Spalletti per il campionato d'Europa 2024 in Germania, dove scende in campo, da titolare, unicamente nella gara degli ottavi di finale nella quale l’Italia viene eliminata dalla Svizzera.

## Statistiche

### Presenze e reti nei club
Statistiche aggiornate al 25 maggio 2025.
| Stagione        | Squadra         | Campionato      | Campionato | Campionato | Coppe nazionali | Coppe nazionali | Coppe nazionali | Coppe continentali | Coppe continentali | Coppe continentali | Altre coppe | Altre coppe | Altre coppe | Totale | Totale |
| Stagione        | Squadra         | Comp            | Pres       | Reti       | Comp            | Pres            | Reti            | Comp               | Pres               | Reti               | Comp        | Pres        | Reti        | Pres   | Reti   |
| --------------- | --------------- | --------------- | ---------- | ---------- | --------------- | --------------- | --------------- | ------------------ | ------------------ | ------------------ | ----------- | ----------- | ----------- | ------ | ------ |
| 2015-2016       | Perugia         | B               | 12         | 0          | CI              | 2               | 0               | -                  | -                  | -                  | -           | -           | -           | 14     | 0      |
| 2016-2017       | Perugia         | B               | 13+2       | 1+0        | CI              | 1               | 0               | -                  | -                  | -                  | -           | -           | -           | 16     | 1      |
| Totale Perugia  | Totale Perugia  | Totale Perugia  | 25+2       | 1          |                 | 3               | 0               |                    | -                  | -                  |             | -           | -           | 30     | 1      |
| 2017-2018       | Atalanta        | A               | 11         | 1          | CI              | 2               | 0               | UEL                | 0                  | 0                  | -           | -           | -           | 13     | 1      |
| 2018-2019       | Atalanta        | A               | 30         | 5          | CI              | 2               | 0               | UEL                | 3                  | 1                  | -           | -           | -           | 35     | 6      |
| Totale Atalanta | Totale Atalanta | Totale Atalanta | 41         | 6          |                 | 4               | 0               |                    | 3                  | 1                  |             | -           | -           | 48     | 7      |
| 2019-2020       | Roma            | A               | 32         | 1          | CI              | 2               | 0               | UEL                | 7                  | 0                  | -           | -           | -           | 41     | 1      |
| 2020-2021       | Roma            | A               | 33         | 4          | CI              | 1               | 0               | UEL                | 7                  | 1                  | -           | -           | -           | 41     | 5      |
| 2021-2022       | Roma            | A               | 33         | 0          | CI              | 1               | 0               | UECL               | 12                 | 1                  | -           | -           | -           | 46     | 1      |
| 2022-2023       | Roma            | A               | 35         | 1          | CI              | 2               | 0               | UEL                | 14                 | 0                  | -           | -           | -           | 51     | 1      |
| 2023-2024       | Roma            | A               | 36         | 4          | CI              | 1               | 0               | UEL                | 12                 | 3                  | -           | -           | -           | 49     | 7      |
| 2024-2025       | Roma            | A               | 37         | 2          | CI              | -               | -               | UEL                | 9                  | 1                  | -           | -           | -           | 46     | 3      |
| 2025-2026       | Roma            | A               | -          | -          | CI              | -               | -               | UEL                | -                  | -                  | -           | -           | -           | -      | -      |
| Totale Roma     | Totale Roma     | Totale Roma     | 206        | 12         |                 | 7               | 0               |                    | 61                 | 6                  |             | -           | -           | 274    | 18     |
| Totale carriera | Totale carriera | Totale carriera | 272+2      | 19         |                 | 14              | 0               |                    | 64                 | 7                  |             | -           | -           | 352    | 26     |

### Cronologia presenze e reti in nazionale
| Cronologia completa delle presenze e delle reti in nazionale ― Italia | Cronologia completa delle presenze e delle reti in nazionale ― Italia | Cronologia completa delle presenze e delle reti in nazionale ― Italia | Cronologia completa delle presenze e delle reti in nazionale ― Italia | Cronologia completa delle presenze e delle reti in nazionale ― Italia | Cronologia completa delle presenze e delle reti in nazionale ― Italia | Cronologia completa delle presenze e delle reti in nazionale ― Italia | Cronologia completa delle presenze e delle reti in nazionale ― Italia |
| Data                                                                  | Città                                                                 | In casa                                                               | Risultato                                                             | Ospiti                                                                | Competizione                                                          | Reti                                                                  | Note                                                                  |
| --------------------------------------------------------------------- | --------------------------------------------------------------------- | --------------------------------------------------------------------- | --------------------------------------------------------------------- | --------------------------------------------------------------------- | --------------------------------------------------------------------- | --------------------------------------------------------------------- | --------------------------------------------------------------------- |
| 26-3-2019                                                             | Parma                                                                 | Italia                                                                | 6 – 0                                                                 | Liechtenstein                                                         | Qual. Euro 2020                                                       | -                                                                     |                                                                       |
| 11-6-2019                                                             | Torino                                                                | Italia                                                                | 2 – 1                                                                 | Bosnia ed Erzegovina                                                  | Qual. Euro 2020                                                       | -                                                                     | 66’                                                                   |
| 15-10-2019                                                            | Vaduz                                                                 | Liechtenstein                                                         | 0 – 5                                                                 | Italia                                                                | Qual. Euro 2020                                                       | -                                                                     |                                                                       |
| 7-10-2020                                                             | Firenze                                                               | Italia                                                                | 6 – 0                                                                 | Moldavia                                                              | Amichevole                                                            | -                                                                     |                                                                       |
| 31-3-2021                                                             | Vilnius                                                               | Lituania                                                              | 0 – 2                                                                 | Italia                                                                | Qual. Mondiali 2022                                                   | -                                                                     |                                                                       |
| 28-5-2021                                                             | Cagliari                                                              | Italia                                                                | 7 – 0                                                                 | San Marino                                                            | Amichevole                                                            | -                                                                     | 62’                                                                   |
| 24-3-2022                                                             | Palermo                                                               | Italia                                                                | 0 – 1                                                                 | Macedonia del Nord                                                    | Qual. Mondiali 2022                                                   | -                                                                     | 90’                                                                   |
| 7-6-2022                                                              | Cesena                                                                | Italia                                                                | 2 – 1                                                                 | Ungheria                                                              | UEFA Nations League 2022-2023 - 1º turno                              | -                                                                     | [ 73 ]                                                                |
| 14-6-2022                                                             | Mönchengladbach                                                       | Germania                                                              | 5 – 2                                                                 | Italia                                                                | UEFA Nations League 2022-2023 - 1º turno                              | -                                                                     | 78’                                                                   |
| 9-9-2023                                                              | Skopje                                                                | Macedonia del Nord                                                    | 1 – 1                                                                 | Italia                                                                | Qual. Euro 2024                                                       | -                                                                     | 59’                                                                   |
| 14-10-2023                                                            | Bari                                                                  | Italia                                                                | 4 – 0                                                                 | Malta                                                                 | Qual. Euro 2024                                                       | -                                                                     |                                                                       |
| 24-3-2024                                                             | Harrison                                                              | Ecuador                                                               | 0 – 2                                                                 | Italia                                                                | Amichevole                                                            | -                                                                     | 73’                                                                   |
| 4-6-2024                                                              | Bologna                                                               | Italia                                                                | 0 – 0                                                                 | Turchia                                                               | Amichevole                                                            | -                                                                     | 90+1’                                                                 |
| 29-6-2024                                                             | Berlino                                                               | Svizzera                                                              | 2 – 0                                                                 | Italia                                                                | Euro 2024 - Ottavi di finale                                          | -                                                                     | 57’                                                                   |
| Totale                                                                |                                                                       | Presenze                                                              | 14                                                                    |                                                                       | Reti                                                                  | 0                                                                     |                                                                       |

| Cronologia completa delle presenze e delle reti in nazionale ― Italia under 21 | Cronologia completa delle presenze e delle reti in nazionale ― Italia under 21 | Cronologia completa delle presenze e delle reti in nazionale ― Italia under 21 | Cronologia completa delle presenze e delle reti in nazionale ― Italia under 21 | Cronologia completa delle presenze e delle reti in nazionale ― Italia under 21 | Cronologia completa delle presenze e delle reti in nazionale ― Italia under 21 | Cronologia completa delle presenze e delle reti in nazionale ― Italia under 21 | Cronologia completa delle presenze e delle reti in nazionale ― Italia under 21 |
| Data                                                                           | Città                                                                          | In casa                                                                        | Risultato                                                                      | Ospiti                                                                         | Competizione                                                                   | Reti                                                                           | Note                                                                           |
| ------------------------------------------------------------------------------ | ------------------------------------------------------------------------------ | ------------------------------------------------------------------------------ | ------------------------------------------------------------------------------ | ------------------------------------------------------------------------------ | ------------------------------------------------------------------------------ | ------------------------------------------------------------------------------ | ------------------------------------------------------------------------------ |
| 1-9-2017                                                                       | Toledo                                                                         | Spagna under 21                                                                | 3 – 0                                                                          | Italia under 21                                                                | Amichevole                                                                     | -                                                                              |                                                                                |
| 5-10-2017                                                                      | Budapest                                                                       | Ungheria under 21                                                              | 2 – 6                                                                          | Italia under 21                                                                | Amichevole                                                                     | -                                                                              | 70’                                                                            |
| 10-10-2017                                                                     | Ferrara                                                                        | Italia under 21                                                                | 4 – 0                                                                          | Marocco under 21                                                               | Amichevole                                                                     | -                                                                              |                                                                                |
| 22-3-2018                                                                      | Perugia                                                                        | Italia under 21                                                                | 1 – 1                                                                          | Norvegia under 21                                                              | Amichevole                                                                     | -                                                                              |                                                                                |
| 27-3-2018                                                                      | Novi Sad                                                                       | Serbia under 21                                                                | 0 – 1                                                                          | Italia under 21                                                                | Amichevole                                                                     | -                                                                              | 39’ - 45’                                                                      |
| 25-5-2018                                                                      | Estoril                                                                        | Portogallo under 21                                                            | 3 – 2                                                                          | Italia under 21                                                                | Amichevole                                                                     | -                                                                              |                                                                                |
| 29-5-2018                                                                      | Besançon                                                                       | Francia under 21                                                               | 1 – 1                                                                          | Italia under 21                                                                | Amichevole                                                                     | -                                                                              |                                                                                |
| 6-9-2018                                                                       | Dunajská Streda                                                                | Slovacchia under 21                                                            | 3 – 0                                                                          | Italia under 21                                                                | Amichevole                                                                     | -                                                                              |                                                                                |
| 11-9-2018                                                                      | Cagliari                                                                       | Italia under 21                                                                | 3 – 1                                                                          | Albania under 21                                                               | Amichevole                                                                     | -                                                                              | 67’                                                                            |
| 11-10-2018                                                                     | Udine                                                                          | Italia under 21                                                                | 0 – 1                                                                          | Belgio under 21                                                                | Amichevole                                                                     | -                                                                              |                                                                                |
| 16-6-2019                                                                      | Bologna                                                                        | Italia under 21                                                                | 3 – 1                                                                          | Spagna under 21                                                                | Europeo Under-21 2019 - 1º turno                                               | -                                                                              |                                                                                |
| 19-6-2019                                                                      | Bologna                                                                        | Italia under 21                                                                | 0 – 1                                                                          | Polonia under 21                                                               | Europeo Under-21 2019 - 1º turno                                               | -                                                                              |                                                                                |
| 22-6-2019                                                                      | Reggio Emilia                                                                  | Belgio under 21                                                                | 1 – 3                                                                          | Italia under 21                                                                | Europeo Under-21 2019 - 1º turno                                               | -                                                                              | 90+6’                                                                          |
| Totale                                                                         |                                                                                | Presenze                                                                       | 13                                                                             |                                                                                | Reti                                                                           | 0                                                                              |                                                                                |

## Palmarès

### Club
- UEFA Conference League: 1

Roma: 2021-2022

### Nazionale
- Torneo Quattro Nazioni: 1

Italia Under-20: 2015-2016

### Individuale
- Squadra della stagione della UEFA Europa League: 2

2020-2021, 2023-2024